# Хэд, Дина
Дина Николь Хэд (англ. Dena Nicole Head; род. 16 августа 1970 года в Ноксвилле, Теннесси, США) — американская профессиональная баскетболистка, которая выступала в женской национальной баскетбольной ассоциации. Была выбрана на драфте ВНБА 1997 года на первом этапе элитного раунда под общим первым номером командой «Юта Старз». Играла на позиции разыгрывающего защитника. После окончания своей карьеры вошла в тренерский штаб студенческой команды «CCSU Блю Девилз», в котором работала в течение шести сезонов.

## Ранние годы
Дина Хэд родилась 16 августа 1970 года в городе Ноксвилл (штат Теннесси), училась в городе Кантон (штат Мичиган) в средней школе Сейлем, в которой она выступала за местную баскетбольную команду.